# Boeing P-12
Boeing P-12 или Boeing F4B — американский истребитель, который использовался Воздушным корпусом США, Корпусом морской пехоты США и ВМС США. Он был основным истребителем на вооружении США в начале 1930-х годов, но также использовался и за рубежом. К концу 1930-х годов в боевых частях его заменили более новые модели, но он всё ещё использовался для обучения до начала 1940-х годов. Было разработано множество вариантов самолёта. В XXI веке несколько сохранившихся экземпляров выставлены в музеях. 

## Эксплуатанты
США
- ВВС Армии США[англ.]: 350 машин.
- авиация ВМС США
- авиация КМП США

 Бразилия
- Авиация ВМС Бразилии: 25 самолётов

 Китайская Республика
- ВВС Китайской Республики

 Филиппины
- Воздушный корпус Армии Филиппин[англ.]

 Испания
- ВВС Испании

 Сиам (ныне Таиланд)
- Королевские ВВС Сиама: 2 самолёта Model 100Е